# مارک پلانس
مارک پلانس (انگلیسی: Marc Planus؛ زادهٔ ۷ مارس ۱۹۸۲) یک بازیکن فوتبال اهل فرانسه است.
وی همچنین در تیم ملی فوتبال فرانسه بازی کرده‌است.